# Zajasovnik, Kamnik
Zajasovnik este o localitate din comuna Kamnik, Slovenia, cu o populație de 37 de locuitori.